# Sultanato de Johor
El Sultanato de Johor (کسلطانن جوهر, a veces también llamado Johor-Riau o Johor-Riau-Lingga o Imperio Johor) fue creado por el hijo del Sultán de Malaca Mahmud Shah, el Sultán Alauddin Riayat Shah ΙΙ en 1528. Johor formaba parte del Sultanato de Malaca antes de que los portugueses conquistaran la capital Malaca en 1511. En su apogeo, el sultanato llegó a controlar los territorios actuales de Johor, Riau y la zona que se extiende desde Klang hasta Port Dickson además de Tanjung Tuan, Muar, Batu Pahat, Singapur, la isla Tinggi y otras islas frente a la costa este de la península malaya como las islas Karimun, las islas de Bintan, Bulang, Lingga y Bunguran y las de Bengkalis, Kampar y Siak en Sumatra. Durante la época colonial, la parte continental fue administrada por los británicos y la parte insular por los neerlandeses, rompiendo así el sultanato en Johor y Riau. En 1946, la sección británica se convirtió en parte de la Unión Malaya. Dos años más tarde, se unió a la Federación Malaya y, posteriormente, a Malasia en 1963. En 1949, la sección neerlandesa se convirtió en parte de Indonesia.

## Caída de Malaca e inicio del Sultanato de Johor
En 1511, Malaca cayó en manos de los portugueses y el sultán Mahmud Shah se vio obligado a huir. Este hizo varios intentos para retomar la capital, pero sus esfuerzos fueron infructuosos. Los portugueses tomaron represalias y obligaron al sultán a huir a Pahang. Más tarde, el sultán estableció una nueva capital en Bintan. A partir de ahí, reorganizó su ejército con el que realizó varios ataques y bloqueos contra la posición portuguesa.
Con base en Pekan Tua, Sungai Telur, el Sultanato de Johor fue fundado por Raja Ali Ibni Sultan Mahmud Melaka, conocido como Sultán Alauddin Mahmud Shah (1528-1564), con su reina Tun Fátima en 1528. Aunque el Sultán Alauddin Mahmud Shah y su sucesor tuvieron que lidiar con los ataques de los portugueses en Malaca y de los habitantes de Aceh en Sumatra, se las arreglaron para mantener su posición en el Sultanato de Johor.
Las frecuentes incursiones en Malaca causaron graves dificultades a los portugueses y ayudaron a convencerlos de que destruyeran las fuerzas del sultán exiliado. Hicieron varios intentos para reducir a los malayos, pero no fue hasta 1526 que los portugueses finalmente lograron echarlos de Bintan. De allí, el sultán se retiró a Kampar en Sumatra donde murió dos años después. Sus hijos Muzaffar Shah y Alauddin Riayat Shah II le sucedieron.

## La Guerra triangular
El nuevo sultán estableció una nueva capital junto al río Johor y, desde allí, continuó hostigando a los portugueses por el norte. Junto con su hermano Muzaffar y el sultán de Pahang luchó insistentemente para recuperar Malaca, que en ese momento estaba protegida por la fortaleza A Famosa.
En esa misma época, por el norte de Sumatra el Sultanato de Aceh estaba comenzando a ganar una gran influencia sobre el estrecho de Malaca. Con la caída de Malaca en manos cristianas, los comerciantes musulmanes a menudo omitían Malaca a favor de Aceh o de Johor Lama (Kota Tinggi), la capital de Johor. Por ello, Malaca y Aceh se convirtieron en competidores directos.
Con los portugueses y Johor enfrentándose con frecuencia, Aceh lanzó múltiples ataques contra ambos lados para reforzar su control sobre el estrecho. La expansión de Aceh animó a Portugal y Johor a firmar una tregua y desviar su atención hacia Aceh. La tregua, sin embargo, fue de corta duración y con Aceh severamente debilitado, ambos países se volvieron a enfrentar. Durante el gobierno del Sultan Iskandar Muda, Aceh atacó a Johor en 1613 y nuevamente en 1615.

## La Malaca neerlandesa
A principios del siglo XVII, los neerlandeses llegaron al sudeste de Asia; en ese momento se hallaban en guerra con los portugueses y se aliaron con Johor. Se firmaron dos tratados por el almirante Cornelis Matelief de Jonge en nombre de los neerlandeses y el rajá de Johor en mayo y septiembre de 1606.
En enero de 1641, las fuerzas neerlandesas (atacando por tierra y mar) y Johor (atacando por tierra y bajo la dirección de Bendahara Skudai) derrotaron a los portugueses en Malaca. Según el acuerdo alcanzado con Johor en mayo de 1606, los neerlandeses tomaron el control de Malaca y acordaron no buscar territorios ni declarar la guerra a Johor. En el momento en que la fortaleza de Malaca se rindió, la población ya había sido diezmada en gran medida por el hambre y la enfermedad (la peste). Malaca se convirtió en un territorio bajo el control de la Compañía Neerlandesa de las Indias Orientales permaneciendo formalmente como una posesión neerlandesa hasta que se firmó el Tratado anglo-neerlandés de 1824.

## Guerra Johor Jambi
Con la caída de la Malaca portuguesa en 1641 y el declive de Aceh debido al creciente poder de los neerlandeses, Johor comenzó a restablecerse como una potencia a lo largo del estrecho de Malaca durante el reinado del sultán Abdul Jalil Shah III (1623-1677). Su influencia se extendió a Pahang, Sungei Ujong, Malaca, Klang y el archipiélago de Riau. Durante la guerra triangular, Jambi también emergió como un poder económico y político regional en Sumatra. Inicialmente hubo un intento de una alianza entre Johor y Jambi con un matrimonio entre el heredero Raja Muda y la hija del Pengeran de Jambi. Sin embargo, Raja Muda se casó con la hija del Laksamana (almirante de los sultanatos malayos) Abdul Jamil quien, preocupado por el poder que daría tal alianza, ofreció su propia hija para el matrimonio.[8] La alianza por lo tanto se rompió ocasionando una guerra de 13 años entre Johor y el estado de Sumatra a partir de 1666. La guerra fue desastrosa para Johor, ya que la capital de Johor, Batu Sawar, fue saqueada por los Jambi en 1673. El sultán escapó a Pahang y murió cuatro años después. Su sucesor, el Sultan Ibrahim (1677-1685) buscó la ayuda de los Bugis, tribu de las Islas Célebes en su lucha para derrotar a los Jambi. Johor finalmente ganó en 1679, pero también terminó con una posición debilitada ya que los Bugis se negaron a regresar a su territorio, y los Minangkabaus, grupo étnico de Sumatra Occidental también comenzaron a ejercer su influencia.
Después del saqueo de Batu Sawar en 1673, la capital de Johor se movió con frecuencia para evitar la amenaza del ataque de Jambi. En sus esfuerzos por mantener al sultanato unido, los gobernantes de Johor habían cambiado su centro de poder muchas veces a lo largo de su historia. Johor Lama (Kota Batu) fue inicialmente fundado por Alauddin Riayat Shah II, pero fue derrocado por Aceh en 1564. Luego fue trasladado a Seluyut, más tarde a Johor Lama durante el reinado de Ali Jalla (1571-1597), que fue saqueado por los portugueses en 1587, luego a Batu Sawar y Lingga(nuevamente despedido por los portugueses). Esto es seguido por un período sin capital fijo (lugares incluidos Tanah Puteh y Makam Tauhid) durante el reinado del sultán Abdul Jalil Shah III antes de que él lo trasladara a Batu Sawar en 1640. Después de que Batu Sawar fuera saqueado por Jambi, los capitales posteriores incluyeron Kota Tinggi , Riau y Pancur.

## Esplendor del Sultanato
En el siglo XVII con Malaca dejando de ser un puerto importante, Johor se convirtió en la potencia regional dominante. La política de los neerlandeses en Malaca condujo a los comerciantes a Riau, un puerto controlado por Johor. La Compañía Neerlandesa de las Indias Orientales no estaba contenta con ello, pero continuó manteniendo la alianza porque la estabilidad de Johor era importante para el comercio en la región.
El Sultán proporcionó todas las facilidades requeridas por los comerciantes. Bajo el patrocinio de la élite de Johor, los comerciantes protegidos prosperaron. Con una amplia gama de productos disponibles y precios favorables, Riau prosperó. Barcos prodecentes de Camboya, Siam, Vietnam y de todo el archipiélago malayo llegaban a comerciar. Los barcos Bugis convirtieron a Riau en centro de las especias. Los artículos como la porcelana, telas y el opio se trocaban con productos del mar y de tierra locales como el estaño, la pimienta o el gambier cultivado localmente. Los aranceles eran bajos y las cargas podían ser descargadas o almacenadas fácilmente.
Al igual que Malaca antes, Riau también fue el centro de estudios y enseñanza islámicos. Muchos eruditos ortodoxos de los centros musulmanes del subcontinente indio y Arabia se alojaban en albergues religiosos especiales, mientras que los devotos del sufismo podían buscar la iniciación en una de las muchas Tariqas (Hermandad sufí) que florecieron en Riau. En muchos sentidos, Riau logró recuperar parte de la antigua gloria de Malaca. Ambas se hicieron prósperas debido al comercio, pero hubo una gran diferencia; Malaca también fue gloriosa debido a su conquista territorial.

## Influencia de los Bugis y los Minangkabau en el sultanato
El último sultán de la dinastía Malaca, el sultán Mahmud Shah II, era una persona bastante inestable. Con el Bendahara (visir) Habib al cargo, se protegió a la gente de las excentricidades del sultán pero tras su muerte, fue reemplazado por el Bendahara Abdul Jalil, primo del sultán que no pudo controlar su comportamiento excéntrico. El sultán ordenó que mataran a la esposa embarazada de un noble cuando tomó una fruta del frutero real. Posteriormente, el Sultán fue asesinado por el noble en venganza en 1699 sin dejar heredero. Los Orang Kayas, que normalmente tenían la tarea de aconsejar al Sultán, estaban en una situación difícil. Fueron a Muar para encontrarse con Sa Akar DiRaja, Raja Temenggung de Muar, tío del sultán y le pidieron su consejo. Este les indicó que el Bendahara Abdul Jalil debería heredar el trono. Así, fue declarado nuevo sultán y proclamado Sultán Abdul Jalil IV. Sin embargo para muchos, particularmente para los Orang Laut (isleños de los territorios marítimos de Johor),esta procalmación no era correcta.
Los Bugis, quienes habían jugado un papel importante en la derrota de los Jambi dos décadas antes, tuvieron una gran influencia en Johor. Tanto los Bugis como los Minangkabau se dieron cuenta de que la muerte del sultán Mahmud II les había proporcionado la oportunidad de ejercer el poder en Johor. Los Minangkabau presentaron a un príncipe de Minangkabau, Raja Kecil de Siak que afirmaba ser un hijo póstumo del Sultán Mahmud II. El príncipe se alió con los Bugis y a los que prometió riqueza y poder político si le ayudaban a ganar el trono. Sin embargo, Raja Kecil rompió su promesa instalándose como el nuevo Sultán de Johor (Sultán Abdul Jalil Rahmat Shah) a espaldas de los Bugis. El sultán Abdul Jalil IV huyó a Pahang donde fue asesinado más tarde por un sicario contratado por Raja Kecil.
El hijo del sultán Abdul Jalil IV, Raja Sulaiman, le pidió a Daeng Parani de los Bugis que lo ayudara en su lucha para reclamar el trono. En 1722, Raja Kecil fue destronado por los partidarios de Raja Sulaiman con la ayuda de los Bugis. Raja Sulaiman se convirtió en el nuevo sultán de Johor, pero fue un gobernante débil y se convirtió en un títere de los Bugis. El hermano de Daeng Parani, Daeng Merewah,  nombrado Yam Tuan Muda (príncipe heredero) fue realmente quien controló a Johor.

## Caída del antiguo Sultanato de Johor

### Singapur y los británicos
En 1818, Sir Thomas Stamford Raffles fue nombrado gobernador de Bencoolen en el oeste de Sumatra. Sin embargo, estaba convencido de que los británicos necesitaban establecer una nueva base en el sudeste asiático para competir con los neerlandeses. Aunque muchos en la Compañía Británica de las Indias Orientales se opusieron a tal idea, Raffles logró convencer a Lord Francis Rawdon-Hastings, por entonces Gobernador General de la India Británica, para que se pusiera de su lado. Con su consentimiento, buscó una nueva base.
Cuando la expedición de Raffles llegó a Singapur el 29 de enero de 1819 descubrió un pequeño asentamiento malayo en la desembocadura del río Singapur encabezado por un Temenggung (jefe del ejército) de Johor. Aunque la isla estaba gobernada nominalmente por el sultanato, la situación política allí era extremadamente turbia. El sultán reinante, Tengku Abdul Rahman , estaba bajo la influencia de los neerlandeses y los bugis. Por lo tanto, nunca aceptaría una base británica en Singapur .
Tengku Abdul Rahman era gobernaba porque su hermano mayor, Tengku Hussein o Tengku Long, se había marchado a Pahang a casarse cuando su padre murió en 1812. Fue nombrado por el Yam Tuan Muda de Riau, Raja Jaafar porque según la tradición malaya, una persona tiene que estar al lado del sultán moribundo para ser considerado como el nuevo gobernante. Este asunto debía ser decidido por el Bendehara como el "guardián de la adat (tradición)". Obviamente, el hermano mayor no estaba contento con la situación.
La hermana de Raja Jaafar, la reina del difunto Sultán, protestó con vehemencia por las acciones contra su hermano con estas palabras proféticas, "... ¿Qué adat de la sucesión se está siguiendo? ¡Acciones desleales como esta harán que el Sultanato de Johor sea destruido!". El Bendehara Ali decidió actuar. Armó una flota enviándola a Riau para "restaurar el adat". Los británicos, al saber esto, dispusieron otra flota estableciendo un bloqueo para evitar que avanzaran las fuerzas del Bendehara Ali.
Con la ayuda del Temenggung, Raffles logró capturar a Tengku Hussein, mandándolo al exilio en una de las Islas Riau, en Singapur. Según una carta entre Tengku Hussain y su hermano, se fue a Singapur por su preocupación por la seguridad de su hijo. Desafortunadamente fue capturado por Raffles y obligado a hacer un trato. El acuerdo establecía que los británicos reconocerían a Tengku Hussein como el "gobernante legítimo" de "Johor", por lo que Tengku Hussein y el Temenggung recibirían un estipendio anual de los británicos. A cambio, Tengku Hussein permitiría a Raffles establecer un puesto comercial en Singapur. Este tratado fue ratificado el 6 de febrero de 1819.
Los británicos pidieron al Bendehara Ali que reconociera a Tengku Hussein como gobernante. Sin embargo, el Bendehara Ali negó conexión alguna con los acontecimientos en Singapur, ya que era el feudo del Temenggung y declaró su lealtad al Sultán de Johor en Lingga.

### Tratado Anglo-Neerlandés
Los neerlandeses estaban enfadados con la acción de Raffles. Las tensiones entre los neerlandeses y los británicos sobre Singapur persistieron hasta 1824, cuando firmaron el Tratado Anglo-Neerlandés. Bajo los términos de ese tratado, los neerlandeses oficialmente retiraron su oposición a la presencia británica en Singapur. Este tratado se firmó en secreto sin el conocimiento de la nobleza local, incluido el sultán, y por lo tanto su legitimidad fue cuestionada.
Así, los británicos dejaron de lado la influencia política neerlandesa al proclamar con éxito al Sultán Hussein como el Sultán de Johor y Singapur. La legitimidad de la proclamación del Sultán Hussein fue controvertida para algunos de los otros gobernantes malayos. Además, cuando fue colocado en el trono por la connivencia de los británicos, fue visto como un gobernante títere. La posición del Temenggong Abdul Rahman, por otro lado, se fortaleció, ya que fue con su cooperación que los británicos tomaron con éxito el control de facto de Johor y Singapur; con el respaldo de los británicos ganó influencia como Raja Ja'afar. Mientras tanto, el Sultán Abdul Rahman se instaló como el Sultán de Lingga en noviembre de 1822. Sultan Abdul Rahman, que se había dedicado a la religión, se contentó con su esfera política de influencia en Lingga, donde su familia continuó manteniendo su hogar bajo la dirección administrativa de Raja Ja'afar, quien gobernó bajo los auspicios de los neerlandeses. 

### Fin del Sultanato
El sultán Abdul Rahman murió en 1832 y fue reemplazado por su hijo, el sultán Muhammad Shah que reinó desde 1832 hasta 1841. Raja Ja'afar murió y el sultán no tuvo prisa por nombrar un sucesor. El nuevo sultán vio el daño que se hizo durante el reinado de su padre y decidió volver a poner énfasis y restablecer el adat como regla que rige el comportamiento personal y la política. Convocó al Bendahara a Lingga para que llevara a cabo las ceremonias de una adat destinada a enseñar a la nobleza y al sultán sus respectivos deberes y responsabilidades. Asistieron todos los nobles del sultanato demostrando que los malayos no reconocían al "sultán" de Singapur. A las ceremonia también asistió Tengku Mahmud (que más tarde gobernaría como el Sultán Mahmud Muzaffar) como Príncipe Heredero y Tun Mutahir como sucesor del Bendehara.
En 1841, el Bendahara nombró al Temenggung Ibrahim para reemplazar a su padre, que murió en 1825. El largo periodo de 16 años se debió a la preocupación del Bendahara por los asuntos de Singapur. Las condiciones impuestas durante la ceremonia incluían la realización de una visita de lealtad al gobernante sultán Mahmud Muzaffar en Lingga. El Sultán Hussein de Singapur murió en 1835 y el príncipe Tengku quería que el Temenggung Ibrahim de los británicos y otros nobles malayos le diesen legitimidad a su título.
Después de esperar desde 1835 por su nombramiento como sultán, en 1852 Tengku Ali decidió devolver a Johor su antiguo imperio rindiendo homenaje al sultán Mahmud Muzaffar en Lingga. Durante tres años el Sultanato fue de nuevo independiente, excepto Singapur, que fue cedido a los británicos. Preocupados por el estado de las cosas, los británicos llamaron a Tengku Ali a Singapur con la amenaza de cancelar su estipendio. Los británicos forzaron el tratado de 1855 entre Temenggung Ibrahim y Tengku Ali. A cambio de reconocimiento como sultán, Tengku Ali aceptaba abandonar todo intento de controlar Johor. De esta manera, el tratado solidificó la posición de Temenggung Ibrahim, su aliado clave.